# Anika Niederwieser
Anika Niederwieser (Bressanone, 28 febbraio 1992) è una pallamanista italiana, terzino del Thüringer e della nazionale di pallamano femminile dell'Italia.

## Carriera

### Pallamano
Cresciuta nel settore giovanile del Brixen, nel 2011 viene scelta per far parte del progetto federale Futura, dove diventa anche capitano della selezione. 
Nel 2016 passa in Handball-Bundesliga, più precisamente al Türingher, dove risulta essere decisiva per la vittoria della Supercoppa tedesca a settembre.Dopo aver vinto il campionato nel 2018, Anika passa alle rivali del TuS Metzingen.
Nel 2021 fa ritorno al Türingher.
Nel febbraio 2020 vince il suo primo FIGH Award, venendo eletta come miglior giocatrice italiana assoluta dell'anno solare 2019.
Il 4 maggio 2025 vince l'European League con il Türingher, diventando di fatto la prima giocatrice italiana di sempre a vincere un trofeo europeo. Prima di lei solamente due italiani avevano disputato una finale di coppa europea: Michele Skatar al maschile nell'EHF Cup 2012-13 e Monika Prünster con il Pogoń Szczecin nella Challenge Cup 2018-19.

### Beach handball
Partecipa a numerose manifestazioni con la nazionale femminile e nel 2014 ai mondiali disputatisi in Brasile, viene eletta come miglior difensore della competizione. 
Nella Champions Cup disputatasi a Gran Canaria nell'autunno dello stesso anno, raggiunge il terzo posto con la casacca di Futura e viene nominata MVP della manifestazione.

## Palmarès

### Club

#### Competizioni nazionali
- Handball-Bundesliga (femminile): 1

Thüringer: 2017-18
- DHB-Supercup (femminile): 1

Thüringer:2016

#### Competizioni internazionali
- EHF European League (femminile): 1

Thüringer: 2024-25

### Nazionale

#### Beach Handball
- Campionato europeo di Beach Handball femminile:

 2015
- Giochi del Mediterraneo sulla spiaggia:

 2015

### Individuale
- Mondiali di Beach Handball 2014:

Miglior difensore
- EHF Beach Handball Champions Cup 2014:

MVP
- FIGH Awards:

Miglior giocatrice italiana 2019